# Real Book
Das Real Book ist eine Sammlung transkribierter Jazzkompositionen und wird auch als „Bibel des Jazz“ bezeichnet. Die verschiedenen Ausgaben des Real Books enthalten Leadsheets zahlreicher Jazzstandards. Seit den 1970er Jahren ist eine ganze Reihe verschiedener Ausgaben erschienen, die sich sowohl inhaltlich wie auch hinsichtlich ihrer Qualität, ihrer Werkstreue und ihres urheberrechtlichen Status unterscheiden. Solche Sammlungen werden als Fakebook bezeichnet. Das Konzept des Fakebooks ist schon deutlich älter als das Real Book, das jedoch der geläufigste Vertreter ist.

## Geschichte
Das erste Real Book entstand in den 1970er Jahren am Berklee College of Music, an dem zwei Studenten, die vom Bassisten Steve Swallow und dem Pianisten Paul Bley unterstützt wurden, eine Sammlung transkribierter Jazzkompositionen als Studienhilfe erstellten. Sie umfasste vor allem Stücke aus dem Umkreis dieser beiden Musiker, aber auch viele andere Jazzstandards und Popsongs. Die ersten beiden Ausgaben waren noch überwiegend handschriftlich angefertigt, erst die dritte Ausgabe wurde mittels Satzschriften und -zeichen erstellt.
Das Konzept des Real Book fand großen Anklang in der Jazz-Szene, so dass die ersten Ausgaben lange Zeit heiß begehrt und kaum aufzutreiben waren. Eine Besonderheit des Real Book ist, dass es im Regelfall in drei Transpositionen (C, E♭ [Es] und B♭ [B]) sowie in einer Gesangsversion erhältlich ist und auch von Musikern, die ein transponierendes Instrument spielen, genutzt werden kann. Dies hat dazu geführt, dass das Real Book unverzichtbare Grundlage vieler Sessions wurde, da die Ansage einer bestimmten Seite aus dem Buch ausreicht, um das nächste Musikstück festzulegen. Das Real Book trug andererseits zu einer „Standardisierung“ im Kanon des Jazz bei, nämlich dazu, welche Stücke häufig gespielt wurden und als Standards galten.

## Lizenzen
Die Sammlung im ursprünglichen Real Book entstand, ohne auf urheberrechtliche Belange Rücksicht zu nehmen; dessen Verbreitung über den engeren persönlichen Rahmen hinaus war und ist somit illegal. Die Komponisten der aufgenommenen Stücke wurden in keiner Weise dafür entschädigt (wobei hinter vorgehaltener Hand auch die Ansicht geäußert wird, dass die Aufnahme eines Komponisten in das Real Book in gewissem Sinn einem „Ritterschlag“ gleichkommt, für den es sich lohnt, auf einige Tantiemen zu verzichten. Schließlich werden dadurch andere Musiker in die Lage versetzt, ein Stück aufzuführen, wodurch ja wieder ein Anspruch auf Tantiemen entstehen kann).
Das Real Book wurde im Laufe der Zeit mehrmals überarbeitet, so ist heute die sechste Version aktuell, die keine Urheberrechtsverletzungen mehr enthält und somit legal erworben und aufgeführt werden kann. Zudem wurden einige Fehler behoben, die in den vorigen Versionen enthalten waren.
Bald erschien auch das New Real Book von Sher Music. Diese Zusammenstellung wurde mit Zustimmung der jeweiligen Rechteinhaber erstellt und hält sich daher auch eher an die ursprünglichen Kompositionen (die mühsame Transkription konnte in vielen Fällen umgangen werden, wenn der Komponist seine Originalnoten zur Verfügung stellte). Auch die Druckqualität hat mit dieser Ausgabe erheblich gewonnen. Die darin verwendete Typographie stellt inzwischen eine Art faktischen Standard für Noten im Bereich des Jazz dar.

## Weitere Sammlungen
Da sich der Begriff Real Book zu einer Gattungsbezeichnung entwickelt hat, wird er von vielen anderen Herausgebern verwendet, um eine Zusammenstellung transkribierter Stücke zu benennen. So gibt es zum Beispiel auch das Latin Real Book, das All-Jazz Real Book, das Real Jazz Standards Fake Book und viele mehr. Inzwischen wird das Format auch zur Darstellung von Kompositionen einer regional begrenzten Jazzszene genutzt wie beispielsweise The European Real Book oder Australian Jazz Real book.
Um den Anteil von Frauen in den Real Books und damit im Standard-Repertoire des Jazz zu erhöhen, gab Terry Lyne Carrington 2022 eine entsprechende Sammlung mit geeigneten Werken von Musikerinnen heraus, „New Standards: 101 Lead Sheets by Women Composers“.